# Dove cresce la felce rossa
Dove cresce la felce rossa (Where the Red Fern Grows) è un film del 1974 diretto da Norman Tokar e tratto dall'omonimo romanzo di Wilson Rawls. Nel 2003 ne è stato prodotto un remake (Where The Red Fern Grows).